# Circuito di Crystal Palace
Il circuito di Crystal Palace era un tracciato, ormai scomparso, realizzato nella omonima zona di Londra. Il circuito era situato nel parco di Crystal Palace e la planimetria può ancora essere osservata sulla mappa attraverso le vie di accesso al Crystal Palace National Sport Centre, realizzato nello stesso parco.

## Storia
Il circuito venne inaugurato nel 1927 e la prima competizione motociclistica venne effettuata il 21 maggio dello stesso anno. La superficie era in ghiaia compatta lungo i rettilinei mentre era in asfalto nelle curve. La lunghezza del tracciato, che comprendeva anche un anello intorno al lago del parco, era di 3,2 km (2 miglia).
La prima competizione automobilistica, il London Grand Prix, fu effettuata nel 1937. A questa prima edizione della competizione parteciparono 20 vetture e alla fine risultò vincitore Pat Fairfield al volante di una ERA. La velocità media fu di 87 km/h (54 miglia orarie).
Con l'avvicinarsi della seconda guerra mondiale il tracciato fu requisito dal Ministero della Difesa e fino al 1953 non vi furono svolte gare. In questo periodo la lunghezza del tracciato, eliminando l'anello sul lago, era stata ridotta a 2,2 km (1,3 miglia).
Su questa pista furono svolte delle gare di Formula 3, Formula 2 e, sebbene non valide per il campionato mondiale, anche delle gare di Formula 1.
Con il progredire dei mezzi meccanici la velocità media della pista salive costantemente e nel 1970 raggiunse i 160 km/h (100 miglia orarie). Artefice di questo record fu Jochen Rindt che stabilì questa velocità alla guida di una Formula 1. Con l'aumentare della velocità media divenne evidente che la sicurezza dei piloti, non era garantita. Per adeguare il circuito furono svolti dei costosi lavori volti ad incrementare, però con scarsi risultati, la sicurezza del tracciato.
L'ultimo evento che vide protagonista il circuito di Crystal Palace venne effettuato il 23 settembre 1972. Durante questa manifestazione Mike Hailwood stabilì il nuovo record girando alla velocità media di 166 km/h (103 miglia orarie).